# Ga Gangnam
Ga Gangnam (Tiếng Hàn: 강남역, Hanja: 江南驛) là ga trung chuyển cho Tàu điện ngầm Seoul tuyến 2 và Tuyến Shinbundang nằm ở Yeoksam-dong, Gangnam-gu và Seocho-dong, Seocho-gu, Seoul.
Nhà ga này đóng vai trò là điểm trung chuyển quan trọng giữa Tuyến số 2 và xe buýt đến khắp Seoul và phía nam tỉnh Gyeonggi.

## Lịch sử
- 9 tháng 12 năm 1982: Tên ga được quyết định là Ga Gangnam[3]
- 23 tháng 12 năm 1982: Bắt đầu hoạt động với việc khai trương Tàu điện ngầm Seoul tuyến 2 đoạn Khu liên hợp thể thao - Đại học Giáo dục Quốc gia Seoul
- 10 tháng 2 năm 2009: Tên ga của Tuyến Shinbundang được quyết định là Ga Gangnam[4]
- 28 tháng 10 năm 2011: Trở thành ga trung chuyển với việc khai trương đoạn Gangnam - Jeongja của Tuyến Shinbundang[5]
- 28 tháng 5 năm 2022: Mở rộng đoạn mở rộng Gangnam - Sinsa của Tuyến Shinbundang và trở thành ga trung gian

## Tổng quan
Khu vực xung quanh nhà ga là một khu thương mại và giải trí quan trọng. Nhà ga nằm ở cuối phía tây của Teheran-ro, nơi có nhiều trụ sở công ty và các tòa tháp ấn tượng, trong khi khu vực ngay phía bắc nhà ga tập trung đông đúc các quán bar, nhà hàng và câu lạc bộ. Ngoài ra còn có nhiều cửa hàng trong ga tàu điện ngầm dưới mặt đất. Năm 2007, khu vực này là phố mua sắm đắt thứ 10 trên thế giới với giá thuê trung bình là 431 đô la Mỹ cho mỗi foot vuông.
Đoạn Gangnam-daero từ lối ra số 2 của nhà ga này đến lối ra số 5 của ga Sinnonhyeon thuộc tuyến số 9 được văn phòng quận Gangnam chỉ định là khu vực cấm khói thuốc.
Tuyến 2 chạy trên đường bên phải, trong khi Tuyến Shinbundang chạy trên đường bên trái; điều này là do Tuyến Shinbundang là tuyến đường sắt quốc gia (thường chạy bên trái), trong khi Tuyến 2 là tuyến tàu điện ngầm (thường chạy bên phải ở Seoul). Điều này có thể gây nhầm lẫn cho khách du lịch khi chuyển tuyến tại đây, vì nhiều khách du lịch đã quen với việc đi trên đường bên tay trái hoặc đường bên tay phải tuyến Shinbundang.

## Bố cục nhà ga

### Tuyến số 2 (B2F)
| Yeoksam ↑                         |
| \| Vòng ngoài                     |
| ↓ Đại học Giáo dục Quốc gia Seoul |

| Vòng ngoài | ● Tuyến 2 | ← Hướng đi Seolleung · Samseong · Jamsil · Seongsu |
| Vòng trong | ● Tuyến 2 | → Hướng đi Sadang · Sindorim · Đại học Hongik →    |

| Tuyến và hướng                                                          | Chuyển tuyến nhanh |
| ----------------------------------------------------------------------- | ------------------ |
| Tuyến 2 vòng ngoài (Hướng Jamsil, Wangsimni) → Tuyến Shinbundang        | 5-2                |
| Tuyến 2 vòng trong (Hướng Sindorim, Đại học Hongik) → Tuyến Shinbundang | 6-4                |

### Tuyến Shinbundang (B4F)
| ↑ Sinnonhyeon |
| \| S/B        |
| Yangjae ↓     |

| Hướng Bắc | ● Tuyến Shinbundang | ← Hướng đi Sinnonhyeon · Nonhyeon · Sinsa |
| Hướng Nam | ● Tuyến Shinbundang | → Hướng đi Pangyo · Jeongja · Gwanggyo →  |

| Tuyến và hướng                               | Chuyển tuyến nhanh |
| -------------------------------------------- | ------------------ |
| Tuyến Shinbundang (Hướng Sinsa) → Tuyến 2    | 1-1, 3-2           |
| Tuyến Shinbundang (Hướng Gwanggyo) → Tuyến 2 | 4-3, 6-4           |

## Xung quanh nhà ga
| Lối ra \| 나가는 곳 \| Exit \| 出口 | Lối ra \| 나가는 곳 \| Exit \| 出口 |
| ----------------------------------- | --- |
| 1                                   | Teheran-ro (Hướng đi ga Yeoksam) Bảo hiểm Y tế Quốc gia Chi nhánh Gangnam Samseong Seocho Văn phòng Thuế Yeoksam Trung tâm Dịch vụ Cộng đồng Yeoksam 1-dong                        |
| 2                                   | Gangnam-daero (Hướng đi giao lộ Bangbang) Ngân hàng Kookmin Hướng đi tháp Meritz                                                                                                   |
| 3                                   | Ngã tư ga Gangnam (Hướng đi ga Yeoksam) |
| 4                                   | Hướng đi giao lộ Bangbang |
| 5                                   | Hướng đi giao lộ phía trước Woosung APT |
| 6                                   | Gangnamyeoksageori (Hướng đi ga Đại học Giáo dục Quốc gia Seoul) |
| 7                                   | Gangnam-daero (Hướng giao lộ Bangbang) Hướng Ngân hàng Công nghiệp KDB |
| 8                                   | Seocho-daero (Hướng đi ga Đại học Giáo dục Quốc gia Seoul) Samsung Town Trường Trung học cơ sở Seoun Trung tâm dịch vụ cộng đồng Seocho 2-dong                                     |
| 9                                   | Seocho-daero (Hướng đi ga Đại học Giáo dục Quốc gia Seoul) Trung tâm dịch vụ cộng đồng Seocho 4-dong Trường Tiểu học Seocho Seoul                                                  |
| 10                                  | Gangnam-daero (Hướng ga Sinnonhyeon) Hướng đi Tháp Kyobo |
| 11                                  | Gangnam-daero (Hướng ga Sinnonhyeon) Hướng đi Tổng công ty quản lý tài sản Hàn Quốc                                                                                                |
| 12                                  | Teheran-ro (Hướng đi ga Yeoksam) Kukkiwon (Trụ sở Taekwondo Thế giới) Thư viện Quốc gia dành cho Trẻ em và Thanh niên Công viên Yeoksam Hướng đi Văn phòng Sở hữu Trí tuệ Hàn Quốc |

## Thay đổi hành khách
| Năm | Số lượng hành khách (người)          | Số lượng hành khách (người) | Tổng cộng | Ghi chú |
| Năm | liên kết=Tàu điện ngầm Seoul tuyến 2 | liên kết=Tuyến Shinbundang  | Tổng cộng | Ghi chú |
| --- | ------------------------------------ | --------------------------- | --------- | ------- |
| 1994 | 124,859                              |                             |           |         |
| 1995 | 134,439                              |                             |           |         |
| 1996 | 151,872                              |                             |           |         |
| 1997 | 154,011                              |                             |           |         |
| 1998 | 147,764                              |                             |           |         |
| 1999 | —                                    |                             |           |         |
| 2000 | 180,025                              |                             |           |         |
| 2001 | 177,407                              |                             |           |         |
| 2002 | 175,581                              |                             |           |         |
| 2003 | 179,825                              |                             |           |         |
| 2004 | 185,313                              |                             |           |         |
| 2005 | 187,406                              |                             |           |         |
| 2006 | 190,888                              |                             |           |         |
| 2007 | 194,286                              |                             |           |         |
| 2008 | 200,516                              |                             |           |         |
| 2009 | 204,681                              |                             |           |         |
| 2010 | 203,544                              |                             |           |         |
| 2011 | 206,712                              | 17,663                      | 224,375   | [ 8 ]   |
| 2012 | 207,475                              | 19,856                      | 227,331   |         |
| 2013 | 214,355                              | —                           | —         |         |
| 2014 | 213,681                              | —                           | —         |         |
| 2015 | 204,342                              | —                           | —         |         |
| 2016 | 199,967                              | 27,255                      | 227,222   |         |
| 2017 | 202,176                              | 30,625                      | 232,801   |         |
| 2018 | 204,144                              | 34,087                      | 238,231   |         |
| 2019 | 202,174                              | 35,560                      | 237,734   |         |
| 2020 | 142,179                              | 26,272                      | 168,451   |         |
| 2021 | 132,735                              | 24,350                      | 157,085   |         |
| 2022 | 142,195                              | 30,968                      | 173,163   |         |
| 2023 | 147,450                              | 39,492                      | 186,942   |         |
| Nguồn |                                      |                             |           |         |
| : Phòng dữ liệu Tổng công ty Vận tải Seoul : Hệ thống thông tin tích hợp dữ liệu lớn thẻ giao thông vận tải |                                      |                             |           |         |

### Quá tải hành khách
Năm 2007, đây là ga tàu điện ngầm nhộn nhịp nhất trong hệ thống Tàu điện ngầm vùng thủ đô Seoul, với trung bình khoảng 123.000 hành khách sử dụng hàng ngày.
Trong một cuộc khảo sát được thực hiện vào năm 2011 bởi Bộ Đất đai, Giao thông và Hàng hải trên 92 đơn vị hành chính trên cả nước, Ga Gangnam có trung bình hàng ngày 110.129 người lên tàu và 114.338 người xuống tàu điện ngầm. Biến đây trở thành điểm dừng phương tiện công cộng đông đúc nhất, với hơn 100.000 người mỗi ngày.

## Tai nạn – Sự cố

### Tai nạn sửa cửa chắn sân ga tại ga Gangnam
Ngày 29/8/2015, anh Jo (29 tuổi) một nhân viên của nhà thầu phụ đang sửa cửa chắn sân ga bị hỏng một mình tại ga này thì bị tàu hỏa cuốn vào gầm tử vong. Kết quả của vụ tai nạn, cả hai hướng của tàu điện ngầm đã bị đình chỉ trong khoảng một giờ. Liên đoàn Công nhân Tàu điện ngầm Seoul cũng chỉ ra rằng "nguyên nhân là do công việc phụ thuộc vào sự an toàn của hành khách và người lao động đã được giao cho một công ty dịch vụ để giảm chi phí".
Điều vô lý hơn nữa là sau sự cố này mà vẫn không có cải thiện gì, việc vi phạm quy định vẫn tiếp tục diễn ra, đến ngày 28 tháng 5 năm 2016, tại ga Guui cũng xảy ra vụ tai nạn chết người tương tự và bị chỉ trích là mạnh đến nỗi "mất bò cũng không sửa được chuồng".

### Ngập lụt tại ga Gangnam
Từ những năm 2010, cứ hễ mưa lớn là có lũ, và gần đây là năm 2022. Vào ngày 9 tháng 8 năm 2022, một trận mưa xối xả đã đổ xuống khu vực ga Gangnam và toàn bộ khu vực ga Gangnam bao gồm sân ga của Tuyến số 2 và Tuyến Shinbundang bị ngập lụt.
Khi đó ở Seocho và Gangnam bị mất điện, bao gồm cả ga Gangnam và tình trạng ngập lụt đang diễn ra.
Khu vực ga Gangnam là một khu vực thường xuyên bị ngập lụt và kể từ năm 2015, ngân sách 1,4 nghìn tỷ won đã được đầu tư để mở rộng năng lực thoát nước và cải thiện hướng tuyến. Ngay cả sau khi tất cả các biện pháp xử lý nước thải được hoàn thành, vẫn có nguy cơ ngập lụt vì nó được thiết kế cho một trận mưa lớn 95 mm/h.
Vì vậy, để tránh tình trạng ngập lụt tiếp tục xảy ra, lối ra số 8 phía trước Samsung Town đã tạm thời đóng cửa từ tháng 11/2016 cho đến khi công trình hoàn thành để cải tạo đường ống thoát nước thải.

## Thư viện

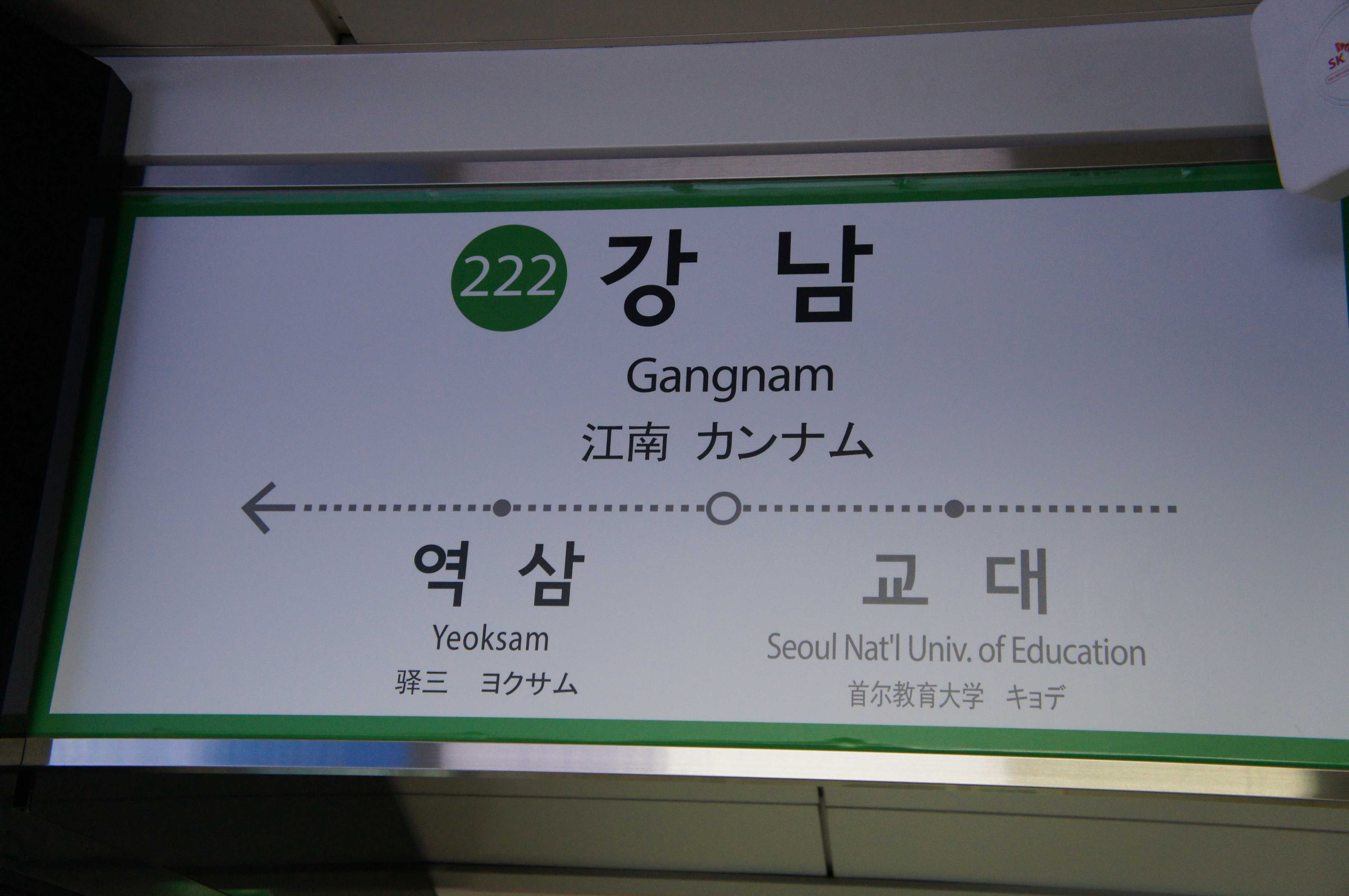
Biển báo ga tuyến số 2 hướng thuận chiều kim đồng hồ
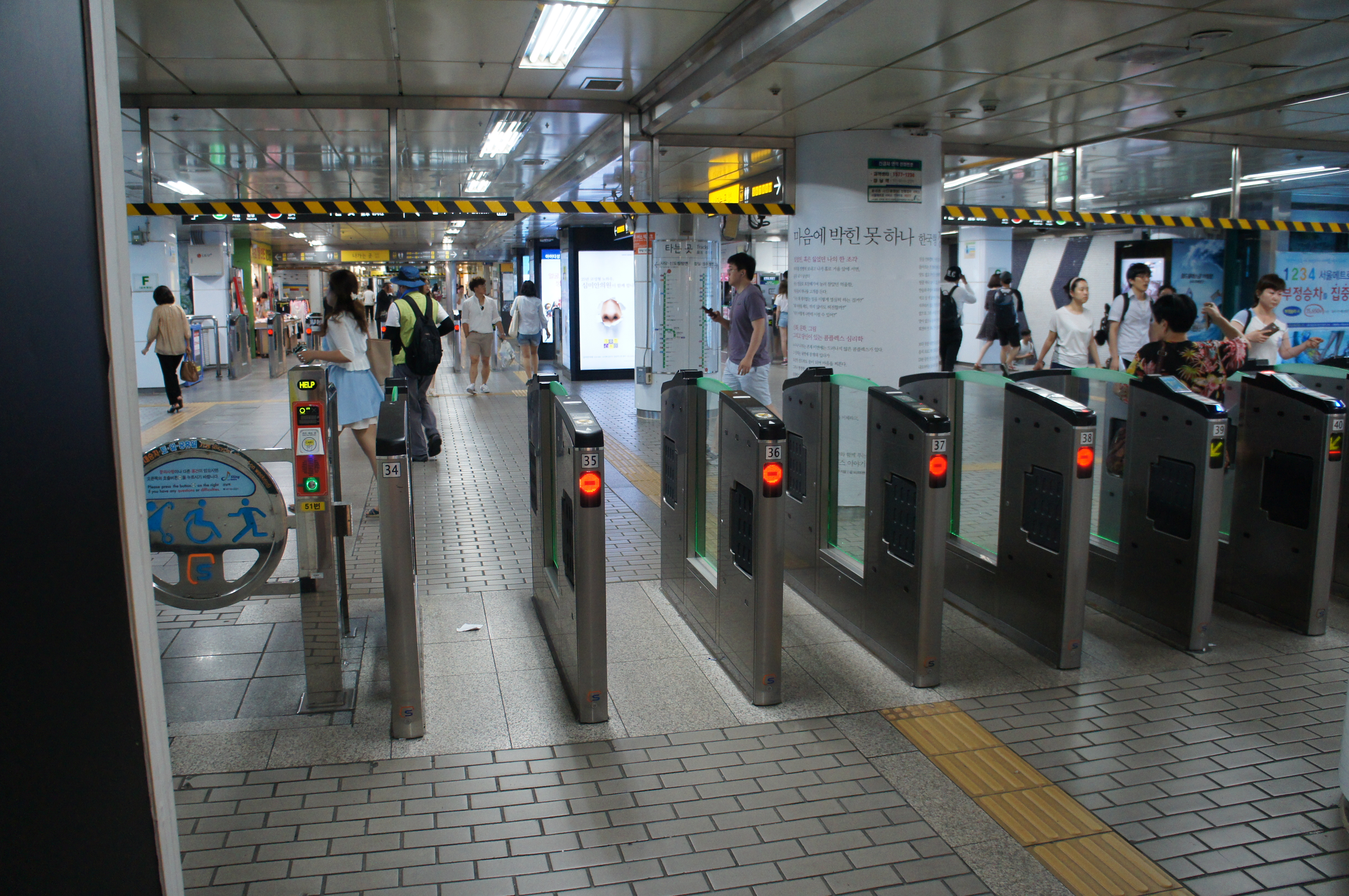
Cửa soát vé
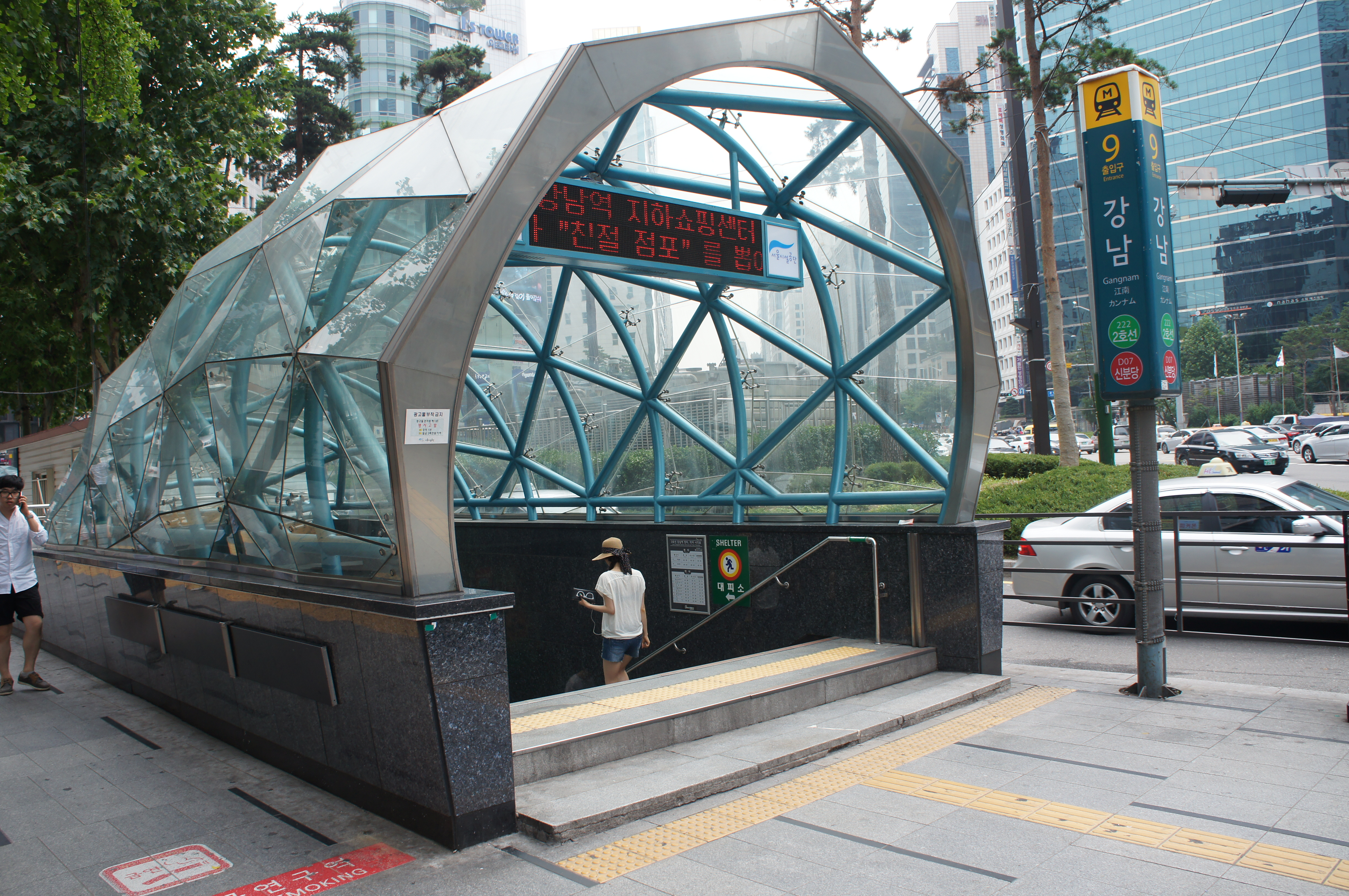
Lối ra số 9
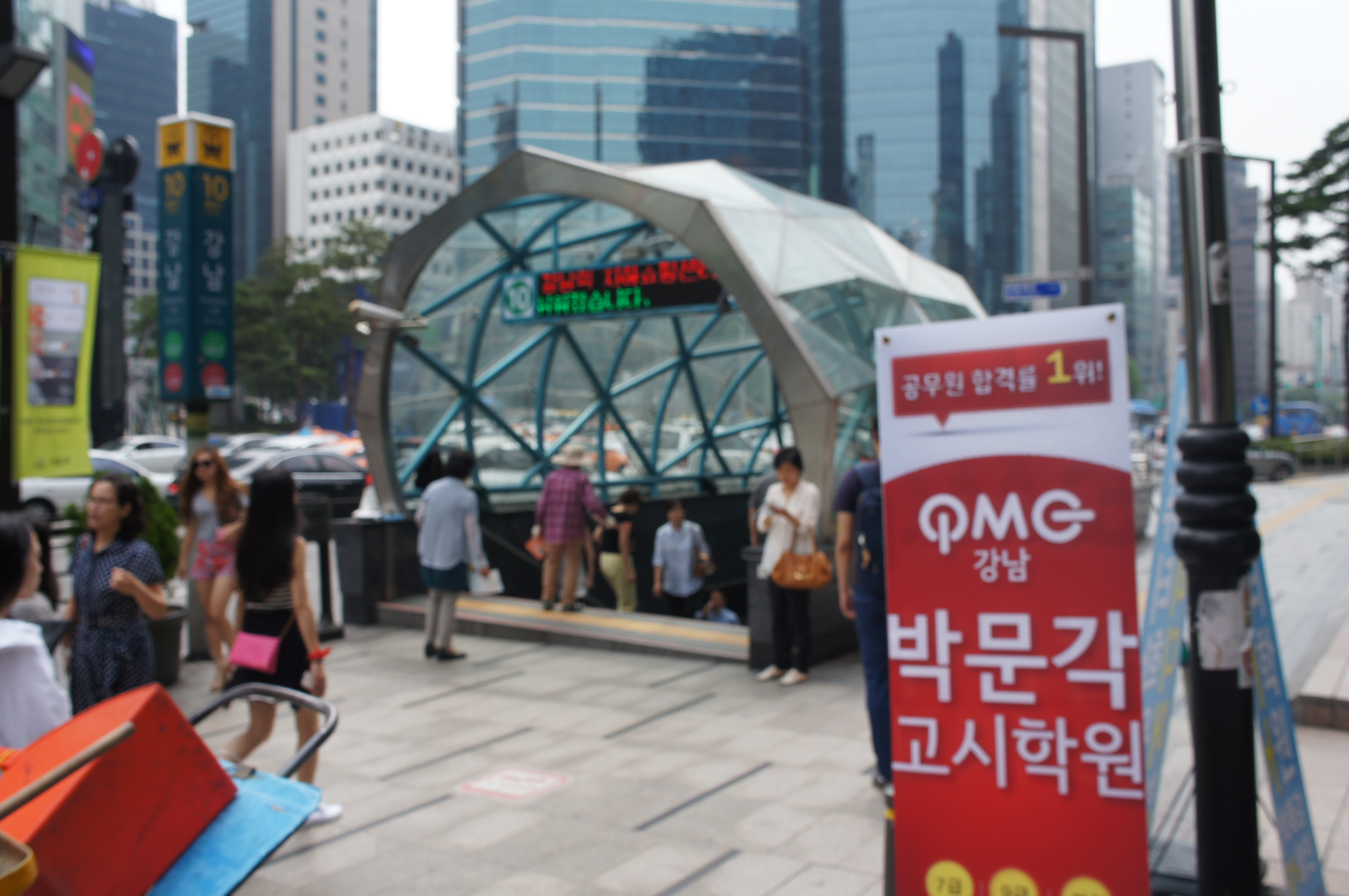
Lối ra số 10
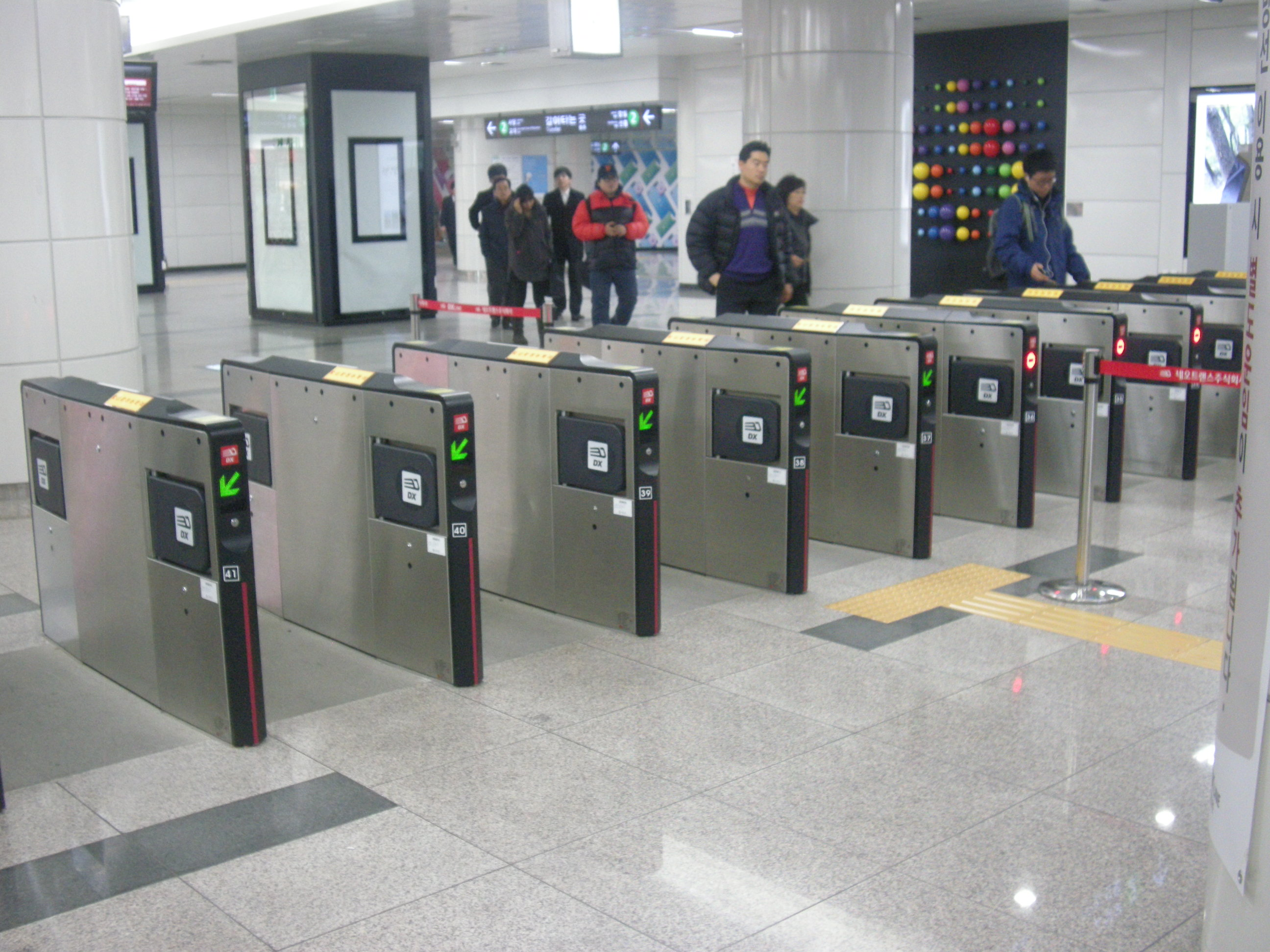
Cửa soát vé chuyển tuyến